# エヴァ・キャシディ
エヴァ・キャシディ（Eva Cassidy、1963年2月2日 - 1996年11月2日）は、アメリカの女性歌手、ギター奏者。
本名はエヴァ・マリー・キャシディ。アメリカ合衆国ワシントン特別区に生まれ、ワシントンD.C.近郊のメリーランド州オクソンヒル及びボウイで育つ。年少の頃から音楽・芸術への興味を示し、エヴァが9歳のときにギターを弾き始める。
1992年にジャズ、フォーク、ゴスペル、カントリー等の音楽を独自の解釈で表現したアルバム『The Other Side』でデビューする（チャック・ブラウンとの共作）。
1996年に皮膚癌により死去。
エヴァ死去の4年後、カヴァー曲の「虹の彼方に」（原題: Over the Rainbow）がイギリスBBCラジオ2で紹介されたことをきっかけに大きな反響を呼ぶ。程無くしてアルバム『Songbird』 (「虹の彼方に」収録アルバム)が全英アルバムチャートのトップになる。アルバムが発売されてからおよそ3年後のことだった。
イングランドとアイルランドでのアルバムチャート入りをきっかけに、彼女の存在が世界的に認知され、オーストラリア、ドイツ、スウェーデン、ノルウェー、スイスにおいて、チャートトップ10圏内に入る人気を得る。

## ディスコグラフィ

### スタジオ・アルバム
- The Other Side (1992年) ※with チャック・ブラウン
- Eva by Heart (1997年)
- Songbird (1998年)
- Time After Time (2000年)
- Imagine (2002年)
- American Tune (2003年)
- Somewhere (2008年)
- Simply Eva (2011年)
- Acoustic (2021年)
- I Can Only Be Me (2023年) ※with ロンドン交響楽団

### ライブ・アルバム
- Live at Blues Alley (1996年)
- Nightbird (2015年)

### コンピレーション・アルバム
- Wonderful World (2004年)
- The Best of Eva Cassidy (2012年)